# Remanenz

Hysteresekurven von gewöhnlichem, kornorientiertem Elektrostahl bei verschiedenen sinusförmigen Flussdichten; B_{R} kennzeichnet die Remanenz, H_{C} die Koerzitivfeldstärke

Unter der (magnetischen) Remanenz MR, auch remanenter bzw. (zurück)bleibender Magnetismus, Restmagnetismus oder Restmagnetisierung genannt, versteht man jene Magnetisierung, die ein vorher durch ein externes Magnetfeld H, z. B. mit einer stromdurchflossenen Spule gesättigt (d. h. maximal) magnetisiertes Teilchen, nach Entfernen des äußeren Feldes beibehält. In Diagrammen, die die magnetische Flussdichte B über H auftragen, verbleibt für H=0 entsprechend die Remanenzflussdichte {\displaystyle B_{R}=\mu _{0}M_{R}}. Wenn auch unterschiedlich stark ausgeprägt, ist magnetische Remanenz allen ferromagnetischen Materialien eigen und je nach Anwendungsgebiet erwünscht oder unerwünscht.

## Anwendungen
Die magnetische Remanenz bildet die Basis für alle Speicherverfahren auf Magnetismusbasis wie zum Beispiel Festplatten, Disketten, Magnetbänder (Tonband, Compact Cassette, MAZ, Streamer), bei denen beim Schreib- beziehungsweise Aufsprechvorgang magnetische Materialien wie zum Beispiel Eisen(III)-oxid- oder Chrom(IV)-oxid-Kristalle auf der Oberfläche des Datenträgers magnetisiert werden und ihre Remanenz auch nach Entfernen des Magnetfeldes – also nachdem sich der Schreib- bzw. Sprechkopf wieder wegbewegt hat – beibehalten. Magnetische Datenspeicher wie Festplatten, Magnetbänder, Magnetkarten sind ohne Remanenz undenkbar, ebenso die in vielen Anwendungsbereichen des Alltags, etwa bei Lautsprechern oder Fahrraddynamos, zu findenden Dauermagnete.

## Unerwünschtes Auftreten
Störend dagegen ist magnetische Remanenz z. B. für das Einschalten von Transformatoren, da diese dann nicht mehr im Spannungsscheitel optimal ohne Einschaltstromstoß eingeschaltet werden können, wie es die (veraltete) Lehrbuchtheorie sagt.
Ebenfalls unerwünscht ist magnetische Remanenz bei Schneidwerkzeugen wie Scheren, Messern und Drehstählen. Der zufällige Kontakt von Werkzeugen mit Dauermagneten oder auch deren mechanische Überlastung kann dazu führen, dass sie dauermagnetisch werden, sodass anschließend an ihnen Späne oder Gegenstände haften bleiben können.
Bei Relais wird das sichere Abfallen des Ankers im stromlosen Zustand der Betätigungsspule oft durch einen Luftspalt (Messingniet, Folie o. ä.) erreicht.
Auch Lasthebemagnete können magnetisierbare Lasten manchmal nicht „loslassen“ und benötigen einen Luftspalt.
Magnetköpfe können bei ungewollter Magnetisierung geänderte Wiedergabeeigenschaften zeigen oder die Aufzeichnung verändern.
Die Maske in Farbbildröhren führt, wenn sie magnetisiert ist, zu Fehlern in der Farbwiedergabe.
Das Löschen des Dauermagnetismus (Werkzeuge, Datenträger, Magnetköpfe, Bildröhren) kann mit abklingenden Wechselfeldern erreicht werden.

## Natürliche Remanenz
In freier Natur findet sich remanent magnetisiertes Material in Form von Gesteinen, die ferromagnetische Minerale (z. B. Magnetit) enthalten. Bei dem äußeren Magnetfeld, das für diese remanente Magnetisierung verantwortlich ist, handelt es sich in der Regel um das Erdmagnetfeld.
Die Magnetisierung kann auf verschiedenen Wegen erfolgen. Bei magmatischen Gesteinen richten sich alle ferromagnetischen Mineralpartikel beim Abkühlen der Schmelze bei Erreichen ihrer Curie-Temperatur nach dem Erdmagnetfeld aus, wodurch das Gestein dauerhaft magnetisiert wird. Dieser Prozess heißt Thermoremanenz oder thermische Remanenz.
Bei metamorphen oder anderweitig (z. B. durch chemische Verwitterung oder während der Diagenese) umgewandelten Gesteinen sind die neu entstandenen ferromagnetischen Partikel nach dem Erdmagnetfeld ausgerichtet gewachsen. Dieser Prozess heißt Chemoremanenz oder chemische Remanenz. Eine spezielle Form der Chemoremanenz ist die biogene Chemoremanenz, die nur Sedimentgesteine betrifft: Einige anaerobe oder mikroaerophile Bakterien (verschiedene Gruppen) besitzen eisenreiche membranumschlossene Strukturen im Cytoplasma, das sog. Magnetosom. Die Magnetosomen bestehen aus kleinen Magnetit- (FeIII2FeIIO4) oder seltener Greigitkristallen (FeIII2FeIIS4), die von einer doppelten Lipidschicht umgeben sind. Das Magnetosom enthält bis zu einhundert Magnetitkristalle (Größe um 0,1 μm), die jeweils als kleine Dauermagnete wirken. Diese Magnetitkristalle sind meist in Ketten angeordnet, die die Wirkung der kleinen Dauermagnete addieren und das Bakterium wie eine Kompassnadel im Magnetfeld ausrichten (Magnetotaxis). Nach dem Absterben der Bakterien bleiben die Ketten von magnetisch ausgerichteten Magnetikristallen erhalten und dokumentieren das Magnetfeld zu einer bestimmten Zeit in der Erdgeschichte.
Auch detritische ferromagnetische Partikel in einem Sediment sind nach dem Erdmagnetfeld eingeregelt. Man spricht dann von Sedimentationsremanenz. Hierbei erfahren grobe Partikel bereits relativ früh nach Ablagerung eine Fixierung im Korngefüge, während feinere Partikel noch im wassergesättigten Bereich mobil sind und sich gegebenenfalls bei einer Änderung des herrschenden Erdmagnetfeldes neu ausrichten können. Erst mit zunehmender Kompaktion des Sedimentes zu einem Sedimentgestein werden auch die feineren Partikel und mit ihnen die Informationen über das zu diesem Zeitpunkt herrschende Erdmagnetfeld fixiert. Diese verzögerte Fixierung wird als Postsedimentationsremanenz bezeichnet.
Der Zeitpunkt oder vielmehr Zeitraum, in welcher die Magnetisierung erfolgte, kann viele Millionen oder hunderte von Millionen Jahren zurückliegen. Daher sind die entsprechenden Gesteine Informationsträger bezüglich des Erdmagnetfeldes in der geologischen Vergangenheit (Paläo-Erdmagnetfeld). Ein sehr bekanntes Beispiel hierfür sind die normal und invers thermoremanent magnetisierten, parallel zu den Mittelozeanischen Rücken verlaufenden Streifen aus Ozeanischer Kruste (siehe Ozeanbodenspreizung, Magnetostratigraphie).